# شارلوت هورنتس
شارلوت هورنتس، به (انگلیسی Charlotte Hornets) یکی از تیم‌های حاضر اتحادیه ملی بسکتبال آمریکا است و مقر آن در شهر شارلوت در ایالت کارولینای شمالی قرار دارد.

## نگارخانه

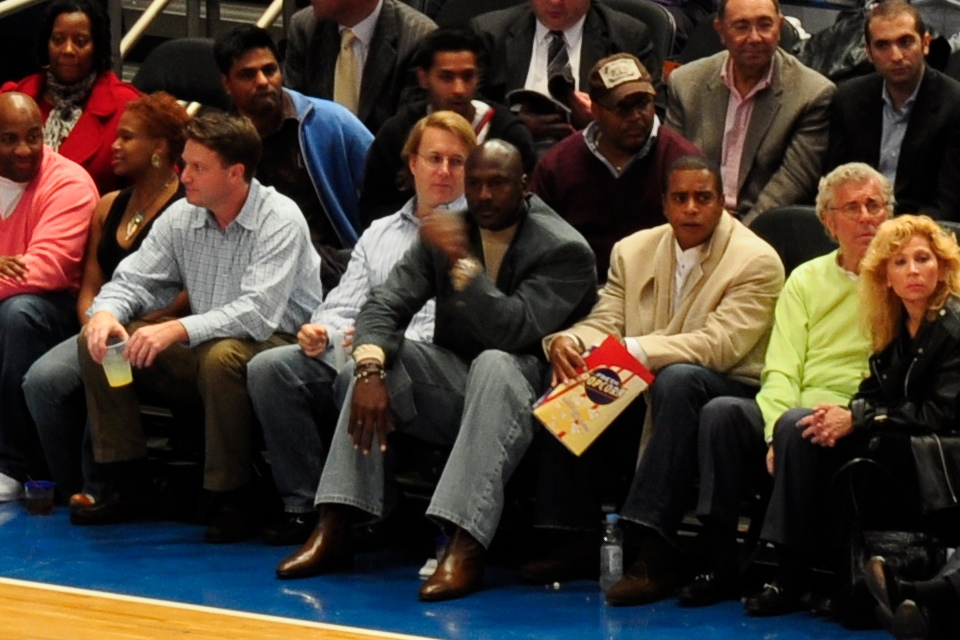
صاحب تیم، مایکل جردن
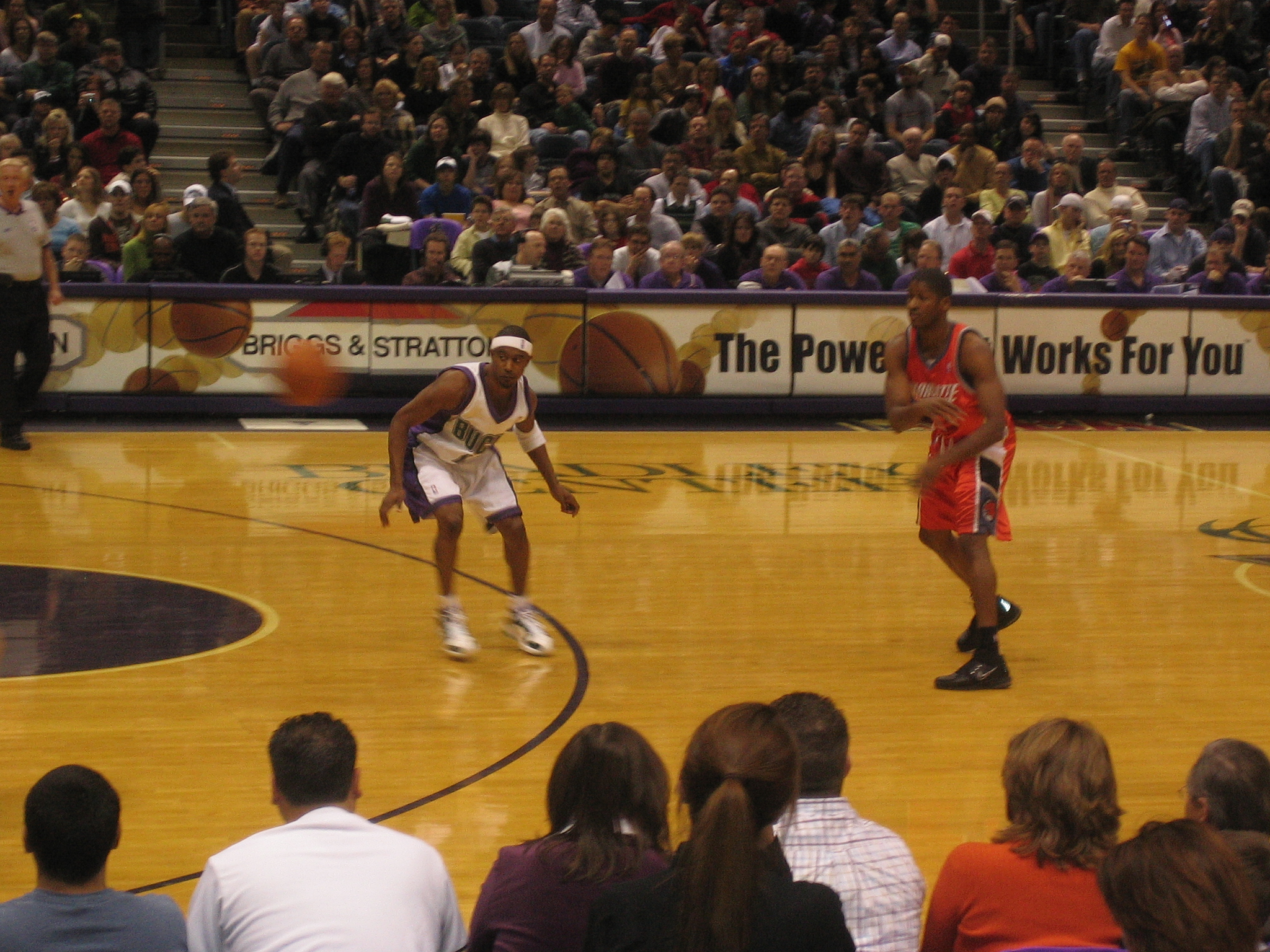
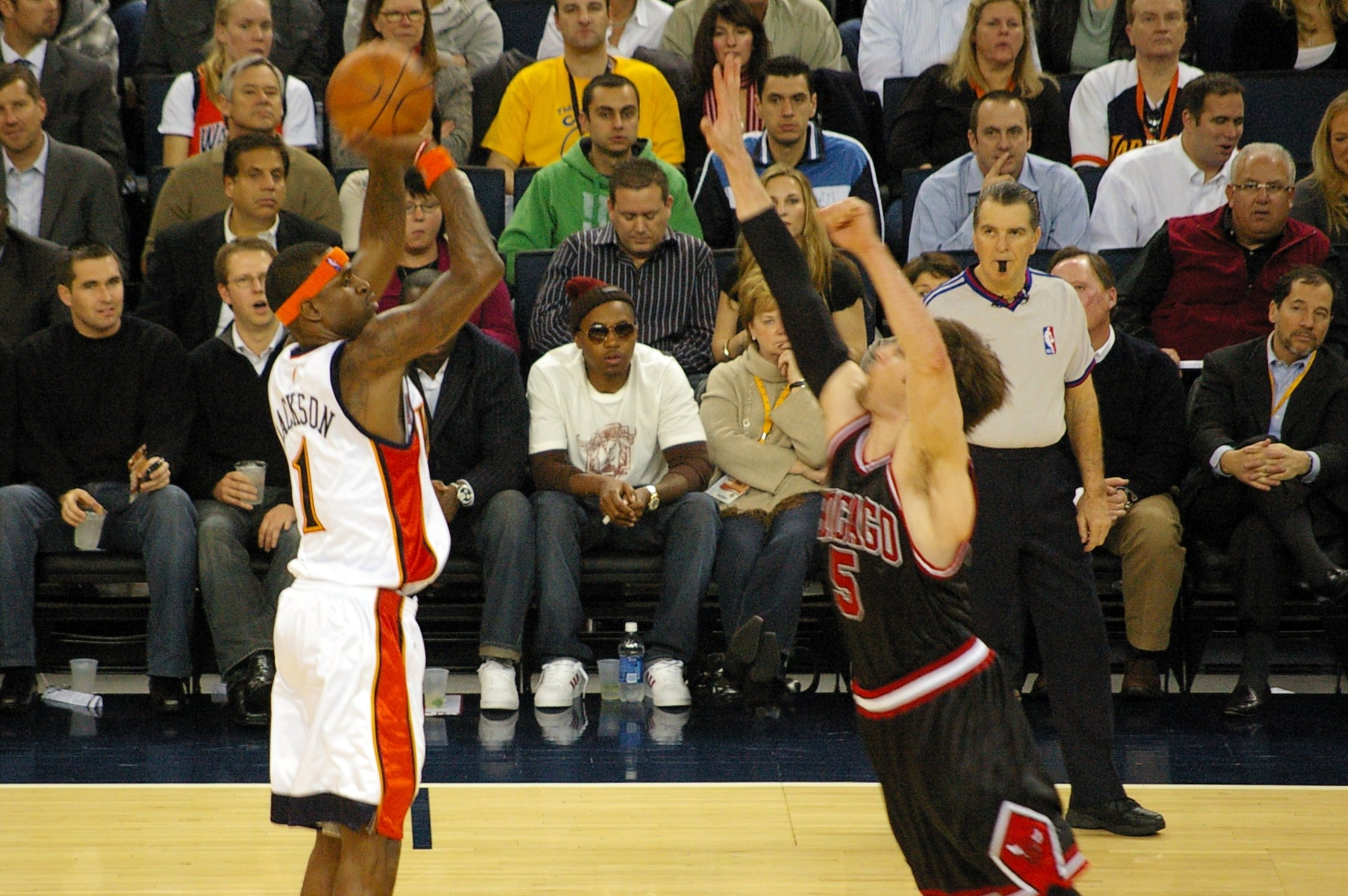
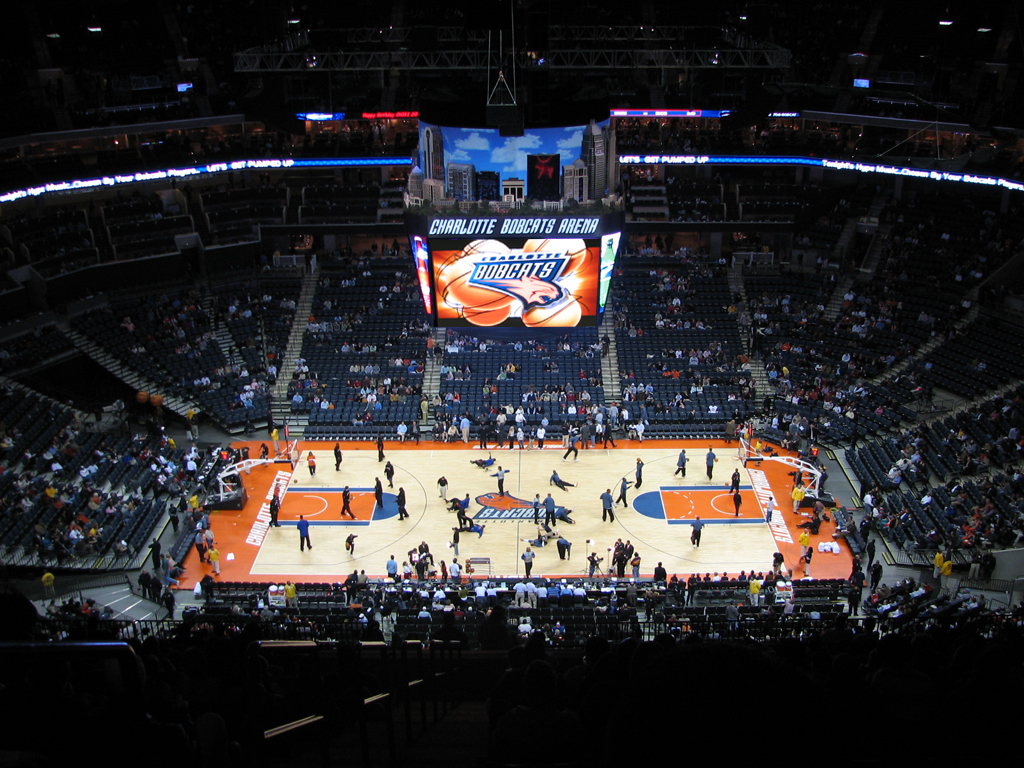

## وب‌گاه رسمی
- Charlotte Bobcats